# Schloss Hernstein

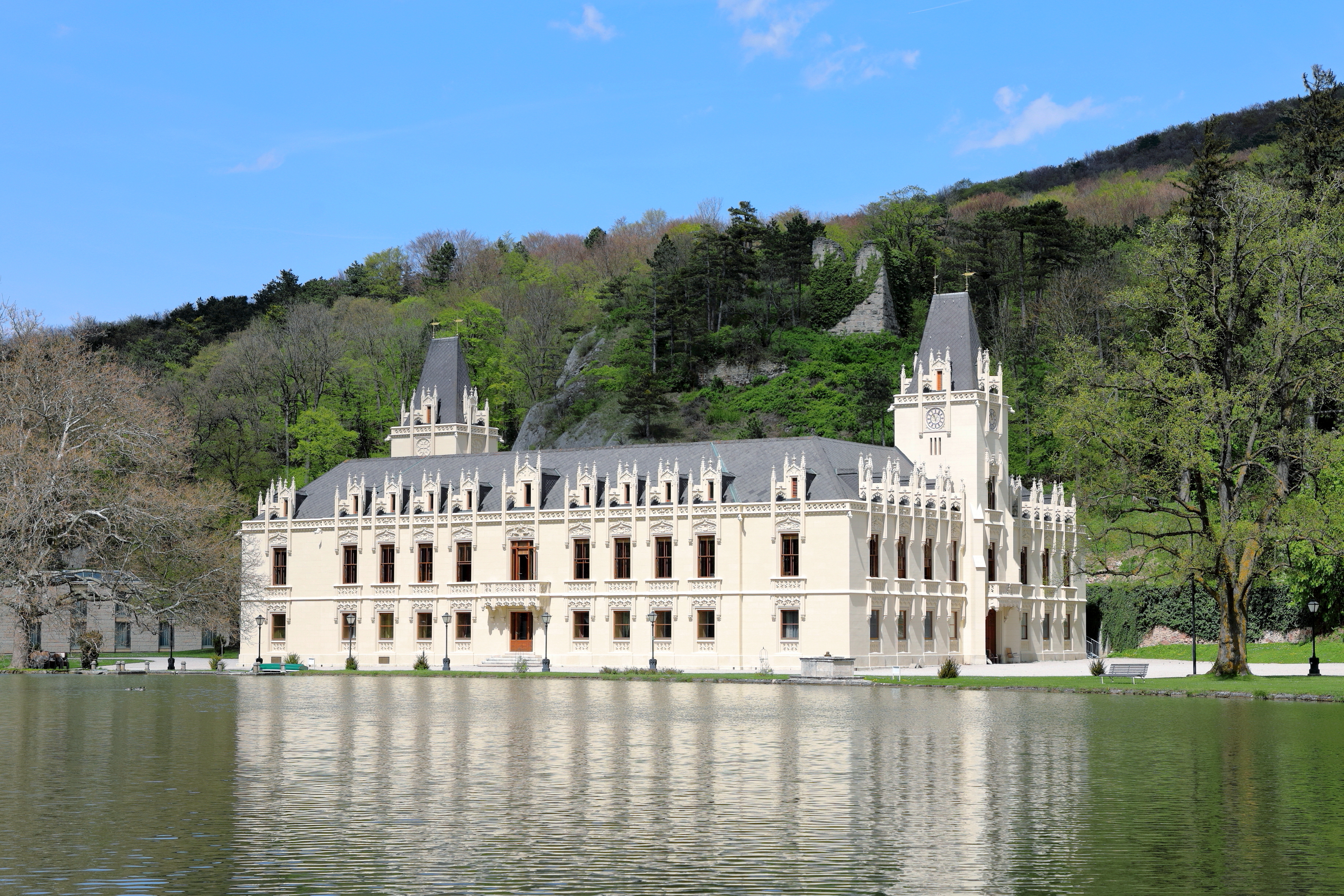
Schloss Hernstein (2017)

Das Schloss Hernstein ist ein Schloss in der niederösterreichischen Marktgemeinde Hernstein. In seiner heutigen Erscheinungsform entstand es durch den Architekten Theophil von Hansen in der 2. Hälfte des 19. Jahrhunderts. Aktuell (2017) wird es für Seminarveranstaltungen und als Hochzeitsort vom Hernstein Institut genutzt. Später und bis heute (2025) auch als Hotel.

## Lage
Das Schloss Hernstein befindet sich im Norden des Ortes inmitten eines ausgedehnten Parks mit teilweiser Ummauerung und künstlich aufgestautem Teich. Es wurde am Fuß eines bewaldeten Steilhangs an der Berndorfer Straße unterhalb der Reste des Wehrturmes der aus dem 12. Jahrhundert stammenden Ruine Hernstein errichtet.

## Geschichte

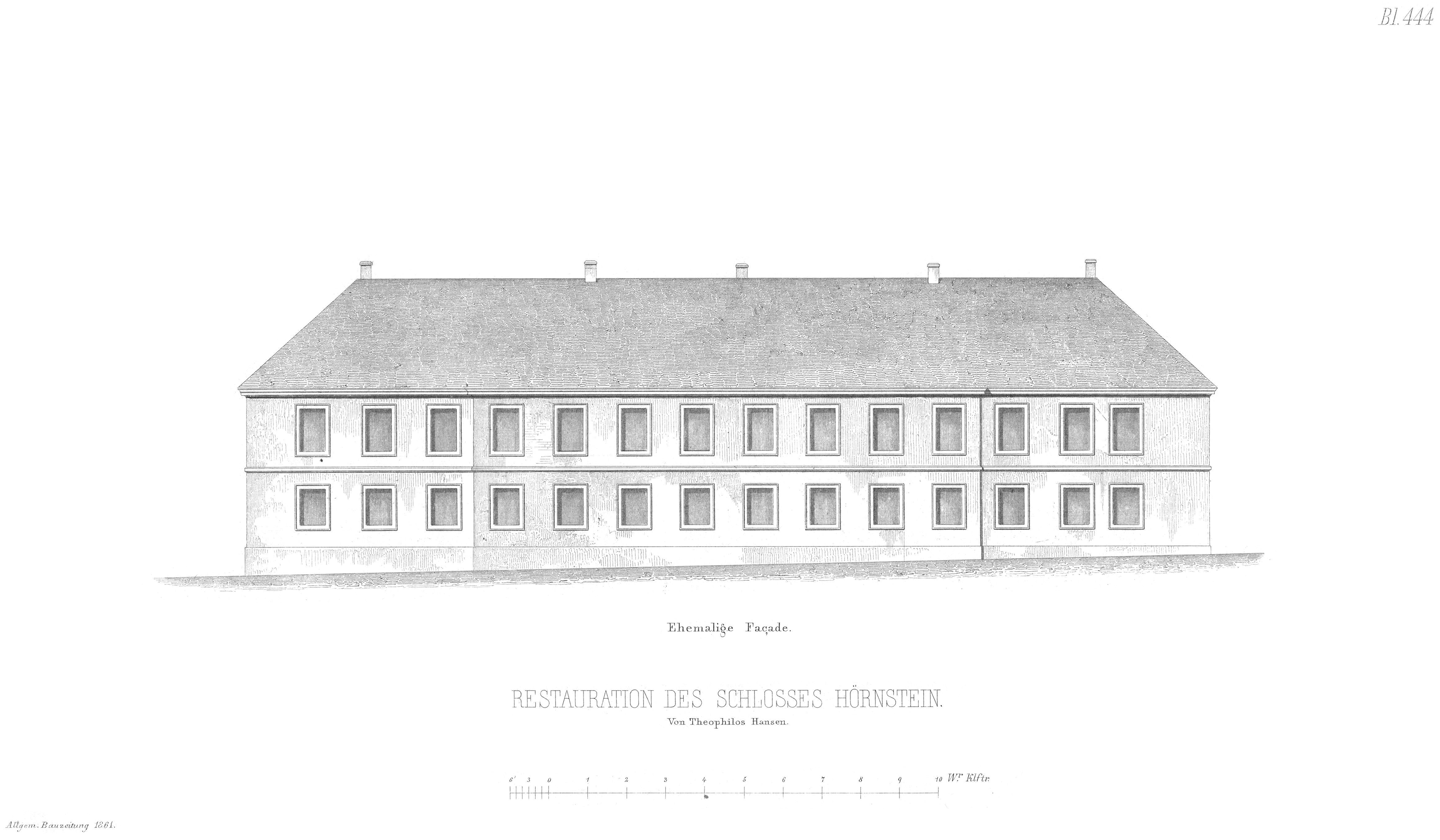
Zustand des Schlosses vor dem Umbau, Zeichnung von Hansen

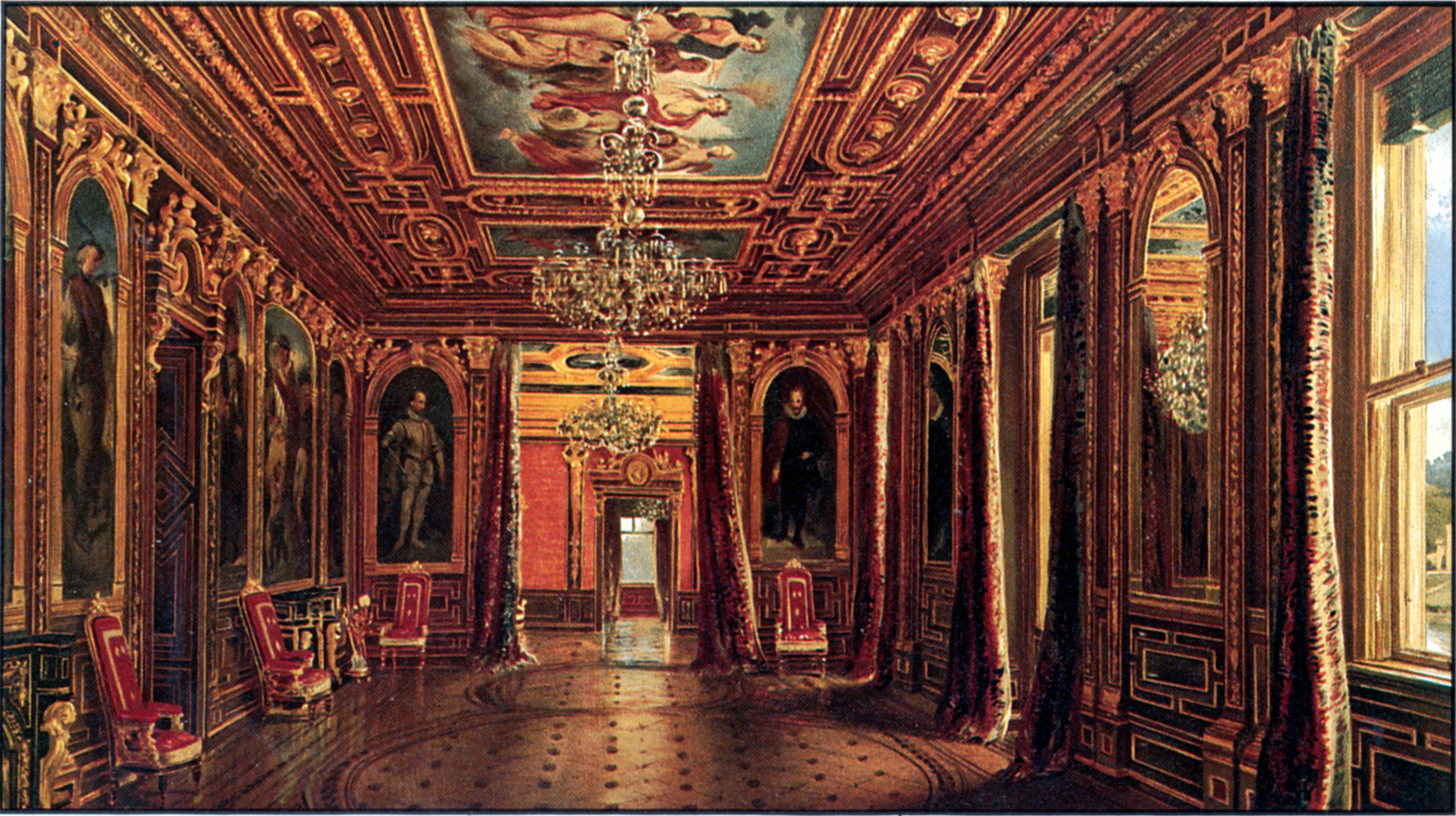
Ahnensaal, entstanden um 1876; dargestellt von Franz Alt 1886.

Karl Josef Graf Heussenstein ließ zwischen 1727 und 1730 den vorhandenen Meierhof zu einem „Hofhaus“ umbauen. 1798 wurde Freiherr Heinrich von Müller Besitzer der Liegenschaft und ließ den teilweise ummauerten Park und den Teich mit der Insel anlegen. 1830 erwarb Erzherzog Rainer das schlichte Anwesen, das aus vier zweigeschoßigen Trakten bestand, die sich um einen rechteckigen Innenhof gruppierten. Sein Sohn, Leopold Ludwig, beschloss 1855 das Gebäude als Jagdschloss im Stil der von ihm bevorzugten englischen Gotik aus- und umbauen zu lassen und beauftragte diesbezüglich Theophil von Hansen, der dabei eine der bedeutendsten Anlagen des Historismus (englische Gotik) in Österreich schuf. Die Neugestaltung der Fassaden war nach zwei Jahren beendet, die Ausstattung des Inneren zog sich allerdings bis 1880 hin, da auch sie von Hansen als Gesamtkunstwerk durchgeplant wurde. Hernstein diente ihm als Experimentierfeld für neue Ideen, die er dann bei seinen Bauten an der Wiener Ringstraße verwirklichte.
Im Juni 1943 erfolgte der Verkauf des Schlosses durch Anton Habsburg-Lothringen an die Erste Österreichische Sparkasse. Im Zweiten Weltkrieg wurde das Dach des Schlosses schwer beschädigt und ab 1945 war das Schloss der Sitz des russischen Oberkommandanten. Mit 1. Jänner 1963 erwarb die Wiener Handelskammer das Anwesen, adaptierte es und eröffnet 1966 darin das Hernstein International Management Institute. 1976 wurde nordwestseitig des Schlosses ein moderner Hotelbau für die Seminargäste errichtet, dem 1994 westseitig ein weiterer Trakt hinzugefügt wurde.

## Beschreibung
Das Schloss ist ein zweigeschoßiger Vierflügelbau auf leicht verzogenem rechteckigem Grundriss. Ursprünglich lag die Betonung in der Horizontalen. Um diese abzuschwächen und die Betonung der Vertikalen zu forcieren, ließ Hansen an den schmäleren Seitenflügeln über den Durchfahrten Türme unter steilen Walmdächern errichten. Zusätzlich fasste er die übereinanderliegenden Fenster zu Gruppen zusammen, indem die Verdachung der Fenster im Erdgeschoß in das Maßwerkparapet (Fensterbrüstung) des darüber befindlichen Fensters gleichsam übergeht. Diese Fenster haben wiederum flankierende Fialen, die bis zu den kielbogenbekrönten Dachhäuschen reichen, wo sie mittels Strebebögen mit den kleinen Fialen der Dachfenster verbunden sind.
Die Fresken in den Innenräumen stammen von den damals bekanntesten Historienmalern Christian Griepenkerl, Eduard Bitterlich, August Eisenmenger und Carl Rahl. 

### Schlosspark

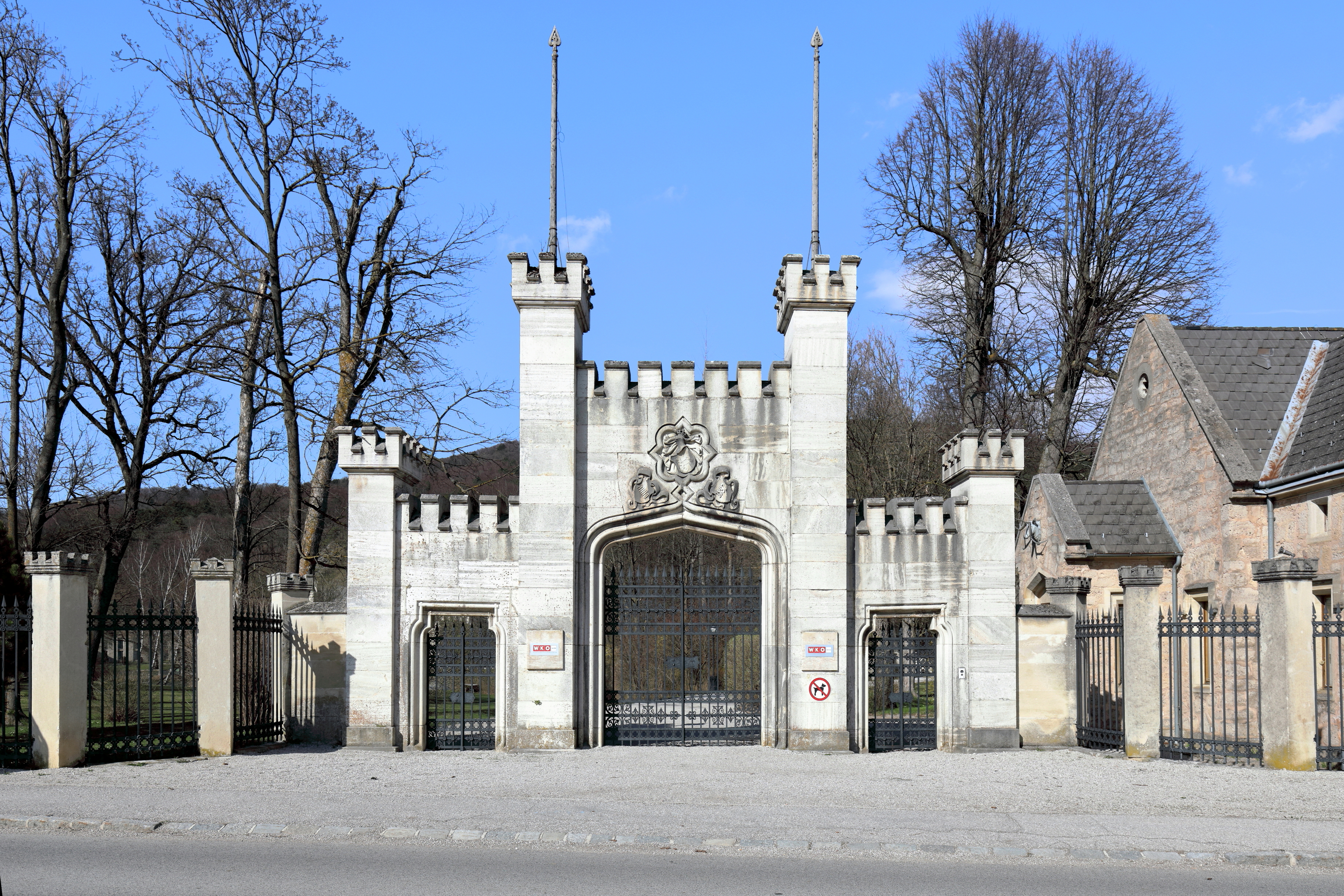
Parkportal

Der Schlosspark ist im Stil eines englischen Landschaftsgartens gestaltet. Südseitig des Parks befindet sich das Gartentor, eine gestaffelte zinnenbekrönte Portalgruppe mit großem Kielbogentor zwischen Pfeilern, flankiert von kleinen Schulterbogentoren. Realisiert 1857 nach einem Entwurf von Theophil von Hansen. Rechts davon das Portierhäuschen mit einem L-förmigen Grundriss und aus Bruchstein-Mauerwerk unter Satteldach.